# Vincenzo Ferri
Vincenzo Ferri (Napoli, 9 settembre 1984) è un apneista italiano.
Ha stabilito numerosi record in varie discipline dell'apnea. Alto 168 cm per 70 kg di peso, possiede una capacità polmonare di 6,7 litri.

## Palmarès
| Anno | Luogo              | Campionato                            | Disciplina                      | Medaglia | Risultato |    |
| ---- | ------------------ | ------------------------------------- | ------------------------------- | -------- | --------- | -- |
| 2022 | Lago di Garda      | Campionato italiano                   | Costante con monopinna          |          | -101 m    | WR |
| 2022 | Lago di Garda      | Campionato italiano                   | Costante con pinne              |          | -90 m     | WR |
| 2021 | Lago di Garda      | Campionato italiano                   | Costante con monopinna          |          | -95 m     | WR |
| 2021 | Lago di Garda      | Campionato italiano                   | Costante con pinne              |          | -86 m     | WR |
| 2019 | Roatan             | Campionato mondiale di apnéa profonda | Costante con pinne              |          | -98 m     | NR |
| 2018 | Milazzo            | Dugon cup                             | free immersion                  |          | -90 m     | WR |
| 2017 | Kaş                | Campionato europeo outdoor            | Assetto costante senza attrezzi |          | -94 m     | NR |
| 2016 | Lignano Sabbiadoro | Campionato del mondo outdoor          | Assetto costante senza attrezzi |          | -86 m     |    |
| 2015 | Ischia             | Campionato del mondo outdoor          | Assetto costante con monopinna  |          | -99 m     |    |
| 2015 | Ischia             | Campionato del mondo outdoor          | Assetto costante con bipinna    |          | -84 m     |    |

## Riconoscimenti
- Medaglia d'argento al valore atletico 2015

- Medaglia d'argento al valore atletico 2016

- Medaglia d'argento al valore atletico 2017